# Estació Paleolítica de Can Fonollet
Can Fonollet o Estació Paleolítica de Can Fonollet és un jaciment del Paleolític mitjà situat a Rubí, (Vallès Occidental), declarat Bé cultural d'interès local.

## Situació geogràfica
El jaciment en qüestió es troba al marge dret de la Riera de Rubí, en un lloc proper a la zona urbanitzada. Està proper a les vies del ferrocarril, en una zona no construïda, al sud del Passeig de les Magnòlies.

## Història de les primeres excavacions
En aquest indret no s'han fet excavacions, ja que es tracta d'una troballa fortuïta d'un taller d'explotació de sílex. Tan sols s'ha fet una prospecció, el 1990.

## Troballes
S'han trobat restes lítiques, de còdols i sílex, treballades. El material està molt desplaçat, i és impossible determinar els límits del jaciment. Donades les dades extretes s'ha arribat a la conclusió que es tracta d'un jaciment propi de l'horitzó mosterià. El material extret es pot trobar al Museu Municipal de Rubí.